# Lasioglossum upoluense
Lasioglossum upoluense là một loài Hymenoptera trong họ Halictidae. Loài này được Perkins & Cheesman mô tả khoa học năm 1928.